# Miloš Veljković
Miloš Veljković (srbskou cyrilicí: Милош Вељковић; * 26. září 1995) je srbský profesionální fotbalista, který hraje na pozici středního obránce za Werder Brémy. Narodil se ve Švýcarsku, ale na mezinárodní úrovni reprezentuje Srbsko.

## Klubová kariéra

### Mládežnická kariéra
Veljković se narodil ve švýcarské Basileji srbským rodičům a svou profesionální fotbalovou kariéru zahájil v klubu FC Basilej.

### Tottenham Hotspur
Miloš Veljković přišel do Tottenhamu Hotspur z Basileje v roce 2011. V Premier League debutoval 8. dubna 2014 proti Sunderlandu při domácím vítězství 5:1, když po 88 minutách vystřídal Paulinha. Delší pobyt na hrací ploše si připsal 11. května proti Aston Ville, když v 62. minutě nahradil Sandra.
Veljković odešel 16. října 2014 na tři měsíce na hostování do Middlesbrough. Vzhledem k formě středopolařského dua Grant Leadbitter a Adam Clayton nastoupil pouze několik střídání a jeho hostování nebylo v lednu prodlouženo.
Dne 20. ledna 2015 se Veljković připojil k Charltonu Athletic na hostování do konce sezóny. Ve svém třetím zápase za Charlton si však poranil rameno, které ho vyřadilo ze hry.

### Werder Brémy
Veljković 1. února 2016 přestoupil do Werderu Brémy, kde podepsal smlouvu na tři a půl roku za údajnou částku 300 000 eur. Dne 24. září 2016 se poprvé objevil v prvním týmu během sezóny 2016/17 při vítězství 2:1 nad VfL Wolfsburg, což bylo první vítězství klubu v sezóně. Celých 90 minut odehrál jako střední obránce poté, co Lamine Sané vypadl s problémy s kolenem v rozcvičce před zápasem.
V červnu 2018 se s klubem dohodl na prodloužení smlouvy.
V červnu 2022, po návratu Werderu Brémy do Bundesligy v sezóně 2021/22, podepsal Veljković s klubem další prodloužení smlouvy, údajně až do roku 2025.

## Reprezentační kariéra
Veljković se narodil ve Švýcarsku srbským rodičům, nejprve reprezentoval švýcarský národní tým do 16 let, než slíbil věrnost Srbsku. Hrál za srbský tým do 19 let, který v roce 2013 vyhrál Mistrovství Evropy ve fotbale do 19 let. V létě 2015 vyhrála tehdejší „zlatá generace“ srbského týmu do 20 let Mistrovství světa ve fotbale do 20 let. Veljković nastupoval v každém zápase jako střední obránce.
V srbské reprezentaci debutoval 11. listopadu 2017 v přátelském utkání proti Číně.
V červnu 2018 byl zařazen do finálního 23členného kádru pro Mistrovství světa ve fotbale 2018 v Rusku, kde se objevil v zápase proti Brazílii.
V listopadu 2022 byl vybrán do srbského týmu pro Mistrovství světa ve fotbale 2022 v Kataru. Nastoupil ve všech třech zápasech skupinové fáze proti Brazílii, Kamerunu a Švýcarsku. Srbsko skončilo ve skupině na posledním čtvrtém místě.

## Styl hry
Veljković hrál na pozici středního obránce i jako defenzivní záložník. Prozradil, že v klubovém fotbale raději hraje na pozici defenzivního záložníka a v mezinárodním fotbale raději hraje na pozici středního obránce.

## Statistiky

### Klubové
Platí k zápasu hranému 27. května 2023.
| Klub                          | Sezóna            | Liga              | Liga   | Liga | Národní pohár | Národní pohár | Kontinentální | Kontinentální | Ostatní | Ostatní | Celkově | Celkově |
| Klub                          | Sezóna            | Divize            | Zápasy | Góly | Zápasy        | Góly          | Zápasy        | Góly          | Zápasy  | Góly    | Zápasy  | Góly    |
| ----------------------------- | ----------------- | ----------------- | ------ | ---- | ------------- | ------------- | ------------- | ------------- | ------- | ------- | ------- | ------- |
| Tottenham Hotspur             | 2013/14           | Premier League    | 2      | 0    | 0             | 0             | 0             | 0             | 0       | 0       | 2       | 0       |
| Tottenham Hotspur             | 2014/15           | Premier League    | 0      | 0    | 0             | 0             | 1             | 0             | 0       | 0       | 1       | 0       |
| Tottenham Hotspur             | Celkově           | Celkově           | 2      | 0    | 0             | 0             | 1             | 0             | 0       | 0       | 3       | 0       |
| Middlesbrough (hostování)     | 2014/15           | EFL Championship  | 3      | 0    | 1             | 0             | –             | –             | 0       | 0       | 4       | 0       |
| Charlton Athletic (hostování) | 2014/15           | EFL Championship  | 3      | 0    | 0             | 0             | –             | –             | 0       | 0       | 3       | 0       |
| Werder Brémy II               | 2015/16           | 3. Liga           | 5      | 0    | 0             | 0             | –             | –             | 0       | 0       | 5       | 0       |
| Werder Brémy II               | 2016/17           | 3. Liga           | 3      | 0    | 0             | 0             | –             | –             | 0       | 0       | 3       | 0       |
| Werder Brémy II               | Celkově           | Celkově           | 8      | 0    | 1             | 0             | 0             | 0             | 0       | 0       | 8       | 0       |
| Werder Brémy                  | 2015/16           | Bundesliga        | 3      | 0    | 1             | 0             | –             | –             | –       | –       | 4       | 0       |
| Werder Brémy                  | 2016/17           | Bundesliga        | 26     | 0    | 0             | 0             | –             | –             | –       | –       | 26      | 0       |
| Werder Brémy                  | 2017/18           | Bundesliga        | 30     | 1    | 4             | 1             | –             | –             | –       | –       | 34      | 2       |
| Werder Brémy                  | 2018/19           | Bundesliga        | 23     | 1    | 3             | 0             | –             | –             | –       | –       | 26      | 1       |
| Werder Brémy                  | 2019/20           | Bundesliga        | 24     | 0    | 2             | 0             | –             | –             | 2       | 0       | 28      | 0       |
| Werder Brémy                  | 2020/21           | Bundesliga        | 23     | 0    | 3             | 0             | –             | –             | –       | –       | 26      | 0       |
| Werder Brémy                  | 2021/22           | 2. Bundesliga     | 26     | 1    | 0             | 0             | –             | –             | –       | –       | 26      | 1       |
| Werder Brémy                  | 2022/23           | Bundesliga        | 29     | 1    | 2             | 0             | –             | –             | –       | –       | 31      | 1       |
| Werder Brémy                  | Celkově           | Celkově           | 184    | 4    | 15            | 1             | 0             | 0             | 2       | 0       | 201     | 5       |
| Celkově v kariéře             | Celkově v kariéře | Celkově v kariéře | 199    | 4    | 16            | 1             | 1             | 0             | 2       | 0       | 218     | 5       |

### Reprezentační
Platí k zápasu hranému 2. prosince 2022.
| Národní tým | Rok     | Zápasy | Góly |
| ----------- | ------- | ------ | ---- |
| Srbsko      | 2017    | 2      | 0    |
| Srbsko      | 2018    | 7      | 0    |
| Srbsko      | 2019    | 0      | 0    |
| Srbsko      | 2020    | 0      | 0    |
| Srbsko      | 2021    | 6      | 0    |
| Srbsko      | 2022    | 9      | 0    |
| Celkově     | Celkově | 24     | 0    |

## Úspěchy
Srbsko
- Mistrovství Evropy ve fotbale hráčů do 19 let: 2013
- Mistrovství světa ve fotbale hráčů do 20 let: 2015

Individuální
- Tým turnaje Mistrovství Evropy ve fotbale hráčů do 19 let: 2013